# Іванівське (Запорізький район)
Іва́нівське —  село в Україні, у Новомиколаївській селищній громаді Запорізького району Запорізької області. Населення становить 333 осіб. До 2020 орган місцевого самоврядування — Сторчівська сільська рада.

## Географія
Село Іванівське знаходиться на відстані 1 км від села Сторчове та за 2 км від села Берестове. По селу протікає пересихаючий струмок з загатою.

## Історія
1889 — дата заснування як села Нижнє Сторчове.
7 (20) листопада 1917 року, відповідно до Третього Універсалу Української Центральної Ради, увійшло до складу Української Народної Республіки.
12 червня 2020 року, відповідно до Розпорядження Кабінету Міністрів України від № 713-р «Про визначення адміністративних центрів та затвердження територій територіальних громад Запорізької області», увійшло до складу Новомиколаївської селищної громади.
19 липня 2020 року, в результаті адміністративно-територіальної реформи та ліквідації Новомиколаївського району, село увійшло до складу Запорізького району.

## Населення

### Мова
Розподіл населення за рідною мовою за даними перепису 2001 року:
| Мова            | Кількість | Відсоток |
| --------------- | --------- | -------- |
| українська      | 311       | 93.39%   |
| російська       | 21        | 6.31%    |
| інші/не вказали | 1         | 0.30%    |
| Усього          | 333       | 100%     |